# Натуральний логарифм

Графік функції натурального логарифма. Функція повільно наближається до позитивної нескінченності при збільшенні x і швидко наближається до негативної нескінченності, коли x прагне до 0 («повільно» та «швидко» у порівнянні з будь-якою степеневою функцією від x).

Натуральний логарифм — це логарифм з основою e, де e — ірраціональна константа, що дорівнює приблизно 2,718281828. Натуральний логарифм зазвичай позначають як ln(x), loge (x) або іноді просто log(x), якщо мається на увазі e.
Натуральний логарифм числа x (записується як ln(x)) — це показник степеня, до якого потрібно піднести число e, щоб отримати x. Наприклад, ln(7,389…) дорівнює 2, тому що e2=7,389. Натуральний логарифм самого числа e (ln(e)) дорівнює 1, тому що e1 =e, а натуральний логарифм 1 (ln(1)) дорівнює 0, оскільки e0 = 1.
Натуральний логарифм може бути визначений для будь-якого позитивного дійсного числа a як площа під кривою y=1/x від 1 до a. Простота цього визначення, яка узгоджується з багатьма іншими формулами, у яких застосовується натуральний логарифм, привела до появи назви «натуральний». Це визначення можна розширити на комплексні числа, про що буде сказано нижче.
Якщо розглядати натуральний логарифм як речову функцію дійсної змінної, то вона є оберненою функцією до експоненційної функції, з чого слідують тотожності:
{\displaystyle e^{\ln(a)}=a\quad (a>0)}
{\displaystyle \ln(e^{a})=a}
Подібно до всіх логарифмів, натуральний логарифм відображає множення у додавання:
{\displaystyle \ln(xy)=\ln(x)+\ln(y)\!\,}
Таким чином, логарифмічна функція являє собою ізоморфізм групи додатних дійсних чисел щодо множення на групу дійсних чисел по додаванню, який можна представити у вигляді функції:
{\displaystyle \ln \colon \mathbb {R} ^{+}\to \mathbb {R} .}
Логарифм може бути визначений для будь-якого додатної основи, відмінної від 1, а не лише для e, але логарифми для інших основ відрізняються від натурального логарифма лише постійним множником, і, зазвичай, визначаються у термінах натурального логарифма. Логарифми корисні для вирішення рівнянь, у яких невідомі присутні як основи ступеня. Наприклад, логарифми використовуються для знаходження постійної розпаду для відомого періоду напіврозпаду, або для знаходження часу розпаду у вирішенні проблем радіоактивності. Вони відіграють важливу роль у багатьох галузях математики та прикладних наук, застосовуються у сфері фінансів для вирішення багатьох завдань, включаючи розрахунок складних відсотків.

## Історія
Перша згадка натурального логарифма належить Ніколасу Меркатору у роботі Logarithmotechnia, опублікованій 1668 року, хоча вчитель математики Джон Спайделл ще 1619 року склав таблицю натуральних логарифмів. Раніше його називали гіперболічним логарифмом, оскільки він відповідає площі під гіперболою. Іноді його називають логарифмом Непера, хоча первісний зміст цього терміна був дещо іншим.

## Конвенції про позначення

### Українська (і радянська в цілому) система
Натуральний логарифм прийнято позначати через «ln(x)», логарифм з основою 10 — через «lg(x)», а інші основи прийнято вказувати явно при символі «log».
У багатьох роботах з дискретної математики, кібернетики, інформатики автори використовують позначення «log(x)» для логарифмів за основою 2, але ця угода не є загальноприйнятою та вимагає роз'яснення або у списку використаних позначень, або (за відсутності такого списку) виноскою або коментарем при першому використанні.
Дужки навколо аргументу логарифмів (якщо це не призводить до помилкового читання формули) зазвичай опускають, а при зведенні логарифма у ступінь показник приписують безпосередньо до знака логарифма: ln2 ln3 4x5 =[ln ([ln(4x5)]3)]2.

### Англо-американська система
Математики, статистики та частина інженерів зазвичай використовують для позначення натурального логарифма або «log(x)», або «ln(x)», а для позначення логарифма за основою 10 — «log10 (x)».
Деякі інженери, біологи та інші фахівці завжди пишуть «ln(x)» (або зрідка «loge (x)»), коли вони мають на увазі натуральний логарифм, а запис «log(x)» у них означає log10 (x).
У теоретичній інформатиці, теорії інформації та криптографії «log(x)» зазвичай означає логарифм з основою 2 «log2 (x)» (хоча часто замість цього пишеться просто lg(x)).

### Техніка
Найчастіше використовується у мовах програмування та пакетах прикладних програм, включаючи C, C++, SAS, MATLAB, Фортран і BASIC функція «log» або «LOG», яка відповідає натуральному логарифму.
У калькуляторах натуральний логарифм позначається ln, тоді як log служить для позначення логарифма за основою 10.

## Походження термінанатуральний логарифм
Спочатку може здатися, що оскільки наша система числення має основу 10, то це основа є більш «натуральною», ніж основа e. Але математично число 10 не є особливо значущим. Його використання швидше пов'язано з культурою, воно є загальним для багатьох систем числення, і пов'язано це, ймовірно, з числом пальців у людей. Деякі культури засновували свої системи числення на інших основах: 5, 8, 12, 20 і 60. Які використовуються в різних випадках - для вимірювання часу, кутів і т.д. 
loge є «натуральним» логарифмом, оскільки він виникає природно та з'являється в математиці дуже часто. Наприклад, розглянемо проблему похідної логарифмічної функції:
{\displaystyle {\frac {d}{dx}}\log _{b}(x)={\frac {d}{dx}}\left({\frac {1}{\ln(b)}}\ln {x}\right)={\frac {1}{\ln(b)}}{\frac {d}{dx}}\ln {x}={\frac {1}{x\ln(b)}}}
Якщо основа b=e, то похідна дорівнює просто 1/x, а при x=1 ця похідна дорівнює 1. Іншим обґрунтуванням, за яким основа e логарифма є найбільш природною, є те, що вона може бути достатньо просто визначена у термінах простого інтеграла або ряду Тейлора, чого не можна сказати про інші основи.
Подальші обґрунтування природності не пов'язані з численням. Так, наприклад, є кілька простих рядів з натуральними логарифмами. П'єтро Менголі та Микола Меркатор називали їх логаріфмус Натураліс кілька десятиліть до тих пір, поки Ньютон та Лейбніц розробили диференціальне та інтегральне числення.

## Визначення

ln(a) визначається як площа під кривою f(x) = 1/x від 1 до a.

Формально ln(a) може бути визначений як площа під кривою графіка 1/x від 1 до a, тобто як інтеграл:
{\displaystyle \ln(a)=\int _{1}^{a}{\frac {1}{x}}\,dx.}
Це дійсно логарифм, оскільки він задовольняє фундаментальній властивості логарифма:
{\displaystyle \ln(ab)=\ln(a)+\ln(b)\,\!}
Це можна продемонструвати, допускаючи {\displaystyle t={\tfrac {x}{a}}} таким чином:
{\displaystyle \ln(ab)=\int _{1}^{ab}{\frac {1}{x}}\;dx=\int _{1}^{a}{\frac {1}{x}}\;dx\;+\int _{a}^{ab}{\frac {1}{x}}\;dx=\int _{1}^{a}{\frac {1}{x}}\;dx\;+\int _{1}^{b}{\frac {1}{t}}\;dt=\ln(a)+\ln(b)}
Число e може бути визначене як єдине дійсне число a таке, що ln(a) = 1.
Або ж, якщо показникова функція була визначена раніше з використанням нескінченних рядів, натуральний логарифм може бути визначений як зворотня до неї функція, тобто ln — це функція, така що {\displaystyle e^{\ln(x)}=x\!}. Оскільки область значень експоненціальної функції від реальних аргументів є всі позитивні дійсні числа, а експоненційна функція строго зростає, то ця функція буде визначена для всіх додатних x.

## Властивості
- {\displaystyle \ln(1)=0\,}

- {\displaystyle \ln(-1)=i\pi \quad \,}

(комплексний логарифм)
- {\displaystyle \ln(x)<\ln(y),} для {\displaystyle 0<x<y\;}

- {\displaystyle {\frac {h}{1+h}}\leqslant \ln(1+h)\leqslant h,} для {\displaystyle h>-1\;}

- {\displaystyle \lim _{x\to 0}{\frac {\ln(1+x)}{x}}=1.\,}

## Похідна,ряд Тейлора

Поліноми Тейлора дають точну апроксимацію для лише в діапазоні-1 <x≤ 1. Зауважимо, що для x> 1 поліноми Тейлора вищого ступеня дають апроксимацію гірше.

Похідна натурального логарифма дорівнює
{\displaystyle {\frac {d}{dx}}\ln(x)={\frac {1}{x}}.\,}
На підставі цього можна виконати розкладання {\displaystyle \ln(1+x)\,} в ряд Тейлора близько 0, званого іноді ряд Меркатора:
{\displaystyle \ln(1+x)=\sum _{n=1}^{\infty }{\frac {(-1)^{n+1}}{n}}x^{n}=x-{\frac {x^{2}}{2}}+{\frac {x^{3}}{3}}-\dots ,} для {\displaystyle \left|x\right|\leqslant 1,\quad x\neq -1}
Праворуч дано зображення {\displaystyle \ln(1+x)\,} та деяких її поліномів Тейлора близько 0. Ці апроксимації сходяться до функції лише в області -1 <x≤ 1, а за її межами поліноми Тейлора вищих ступенів дають апроксимацію менш точну.
Підставляючи x-1 замість x, отримаємо альтернативну формулу для ln(x), а саме:
{\displaystyle \ln(x)=\sum _{n=1}^{\infty }{\frac {(-1)^{n+1}}{n}}(x-1)^{n}}
{\displaystyle \ln(x)=(x-1)-{\frac {(x-1)^{2}}{2}}+{\frac {(x-1)^{3}}{3}}-{\frac {(x-1)^{4}}{4}}+\dots }
для {\displaystyle \left|x-1\right|\leqslant 1,\quad x\neq 0.}
За допомогою перетворення Ейлера ряду Меркатора можна отримати такий вираз, який справедливий для будь-якого х більшого 1 за абсолютною величиною:
{\displaystyle \ln {x \over {x-1}}=\sum _{n=1}^{\infty }{1 \over {nx^{n}}}={1 \over x}+{1 \over {2x^{2}}}+{1 \over {3x^{3}}}+\dots }
Цей ряд схожий на формулу Бейлі—Боруейна—Плаффа.
Також зауважимо, що {\displaystyle x \over {x-1}} — сама до себе буде оберненою функцією (тобто квадрат функції дорівнює тотожній функції), тому для отримання натурального логарифма певного числа y потрібно просто x присвоїти значення {\displaystyle y \over {y-1}}.

## Натуральний логарифм в інтегруванні
Натуральний логарифм дає просту інтегральну функцію вигляду g (x) =f' (x) /f (x) : первісна функціїg (x) має вигляд ln(|f (x)|). Це підтверджується ланцюговим правилом та наступним фактом: 
{\displaystyle \ {d \over dx}\left(\ln \left|x\right|\right)={1 \over x}.}
В іншому вигляді:
{\displaystyle \int {1 \over x}dx=\ln |x|+C}
і
{\displaystyle \int {{\frac {f'(x)}{f(x)}}\,dx}=\ln |f(x)|+C.}
Нижче дано приклад у випадку g (x) = tg(x):
{\displaystyle \int \mathrm {tg} \,(x)\,dx=\int {\sin(x) \over \cos(x)}\,dx}
{\displaystyle \int \mathrm {tg} \,(x)\,dx=\int {-{d \over dx}\cos(x) \over {\cos(x)}}\,dx.}
Нехай f (x) = cos(x) і f' (x) = — sin(x) :
{\displaystyle \int \mathrm {tg} \,(x)\,dx=-\ln {\left|\cos(x)\right|}+C}
{\displaystyle \int \mathrm {tg} \,(x)\,dx=\ln {\left|\sec(x)\right|}+C}
де C — довільна константа.
Натуральний логарифм можна проінтегрувати за допомогою інтегрування частинами:
{\displaystyle \int \ln(x)\,dx=x\ln(x)-x+C.}

## Чисельне значення
Для розрахунку чисельного значення натурального логарифма числа можна використовувати розкладання його у ряд Тейлора у вигляді:
{\displaystyle \ln(1+x)=x\,\left({\frac {1}{1}}-x\,\left({\frac {1}{2}}-x\,\left({\frac {1}{3}}-x\,\left({\frac {1}{4}}-x\,\left({\frac {1}{5}}-\dots \right)\right)\right)\right)\right),} для {\displaystyle \left|x\right|<1.\,\!}
Щоб отримати найшвидшу збіжність, можна скористатися наступною тотожністю:
{\displaystyle {\begin{aligned}\ln(x)=\ln \left({\frac {1+y}{1-y}}\right)&=2\,y\,\left({\frac {1}{1}}+{\frac {1}{3}}y^{2}+{\frac {1}{5}}y^{4}+{\frac {1}{7}}y^{6}+{\frac {1}{9}}y^{8}+\cdots \right)\\&=2\,y\,\left({\frac {1}{1}}+y^{2}\,\left({\frac {1}{3}}+y^{2}\,\left({\frac {1}{5}}+y^{2}\,\left({\frac {1}{7}}+y^{2}\,\left({\frac {1}{9}}+\cdots \right)\right)\right)\right)\right)\end{aligned}}}
за умови, що y= (x-1)/(x+1) і Re(x) ≥ 0 та x ≠ 0.
Для ln(x), де x> 1, чим ближче значення x до 1, тим швидша збіжність. Тотожності, пов'язані з логарифмом, можна використовувати для швидшого обчислення:
{\displaystyle {\begin{aligned}\ln(123.456)&=\ln(1.23456\times 10^{2})\\&=\ln(1.23456)+\ln(10^{2})\\&=\ln(1.23456)+2\times \ln(10)\\&\approx \ln(1.23456)+2\times 2.3025851.\end{aligned}}}
Ці методи застосовувалися ще до появи калькуляторів, для чого використовувалися числові таблиці та виконувалися перетворення, подібні наведеним вище.

### Натуральний логарифм від 10
Натуральний логарифм від 10, який в десятковому вигляді дорівнює 2,30258509..., використовується, наприклад, у розрахунку натуральних логарифмів чисел, представлених в експоненціальному вигляді, а мантиса множиться за степінь 10:
{\displaystyle \ln(a\times 10^{n})=\ln a+n\ln 10.}
Це означає, що можна ефективно обчислювати логарифми чисел з дуже великими або дуже маленькими величинами за допомогою логарифмів від відносно невеликої множини чисел в діапазоні {\displaystyle [1,10)}.

### Висока точність
Для обчислення натурального логарифма з великою кількістю цифр точності ряд Тейлора не є ефективним, оскільки його збіжність повільна. Альтернативою є використання методу Ньютона, Щоб інвертувати в експоненційну функцію, ряд який сходиться швидше. Оптимально, ітерація спрощується до
{\displaystyle y_{n+1}=y_{n}+2\cdot {\frac {x-\exp(y_{n})}{x+\exp(y_{n})}}\,}
яка сходиться з кубічною швидкістю до ln(x).
Альтернативою для дуже високої точності розрахунку є формула:
{\displaystyle \ln x\approx {\frac {\pi }{2M(1,4/s)}}-m\ln 2}
де M позначає арифметико-геометричне середнє 1 і 4/s, і
{\displaystyle s=x\,2^{m}>2^{p/2},}
m вибрано так, що p знаків точності досягається. (У більшості випадків значення 8 для m цілком достатньо.) Справді, якщо використовується цей метод, може бути застосована інверсія Ньютона натурального логарифма для ефективного обчислення експоненціальної функції. (Константи ln 2 і {\displaystyle \pi } можуть бути попередньо обчислені до бажаної точності, використовуючи будь-який з відомих швидкозбіжних рядів.)

### Обчислювальна складність
Обчислювальна складність натуральних логарифмів (за допомогою арифметико-геометричного середнього) дорівнює O (M (n) lnn). Тут n — число цифр точності, для якої натуральний логарифм повинен бути оцінений, а M (n) — обчислювальна складність множення двох n-значних чисел.

## Ланцюговий дріб
Хоча для представлення логарифма відсутній простий ланцюговий дріб, але можна використовувати декілька узагальнених ланцюгових дробів, у тому числі:
{\displaystyle \log(1+x)={\frac {x^{1}}{1}}-{\frac {x^{2}}{2}}+{\frac {x^{3}}{3}}-{\frac {x^{4}}{4}}+{\frac {x^{5}}{5}}-\dots ={\cfrac {x}{1-0x+{\cfrac {1^{2}x}{2-1x+{\cfrac {2^{2}x}{3-2x+{\cfrac {3^{2}x}{4-3x+{\cfrac {4^{2}x}{5-4x+\ddots }}}}}}}}}}}
{\displaystyle \log \left(1+{\frac {2x}{y}}\right)={\cfrac {2x}{y+{\cfrac {x}{1+{\cfrac {x}{3y+{\cfrac {2x}{1+{\cfrac {2x}{5y+{\cfrac {3x}{1+\ddots }}}}}}}}}}}}={\cfrac {2x}{y+x-{\cfrac {(1x)^{2}}{3(y+x)-{\cfrac {(2x)^{2}}{5(y+x)-{\cfrac {(3x)^{2}}{7(y+x)-\ddots }}}}}}}}}

## Комплексні логарифми
Експоненціальна функція може бути розширена до функції, яка дає комплексне число виду ex для будь-якого довільного комплексного числа x, при цьому використовується нескінченний ряд з комплексним x. Ця показова функція може бути інвертована з утворенням комплексного логарифма, який буде володіти більшою частиною властивостей звичайних логарифмів. Є, однак, дві труднощі: не існує x, для якого ex = 0, і виявляється, що e2πi = 1 =e0. Оскільки властивість мультиплікатівності дійсна для комплексної експоненційної функції, то ez =ez+2nπi для всіх комплексних z і цілих n.
Логарифм не може бути визначений на всій комплексній площині, і навіть при цьому він є багатозначним — будь комплексний логарифм може бути замінений на «еквівалентний» логарифм, додавши будь-яке ціле число, кратне 2πi. Комплексний логарифм може бути однозначним лише на зрізі комплексній площині. Наприклад, ln i= 1/2πi або 5/2πi або −3/2πi, і т. д., і хоча i4 = 1, 4 logi може бути визначено як 2πi, або 10πi або −6πi, і так далі.

Функції натурального логарифма на комплексній площині (головна гілка)
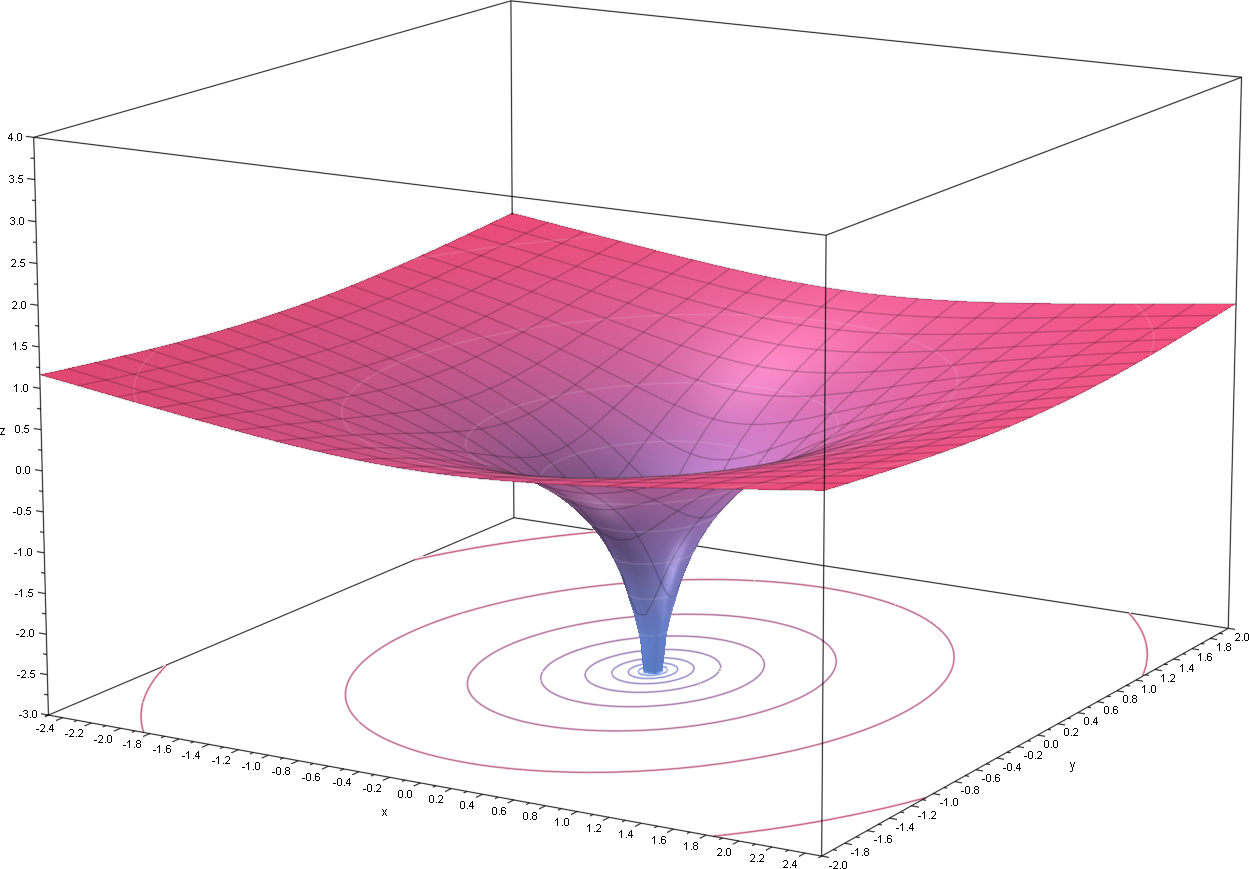
z= Re(ln(x+iy) )
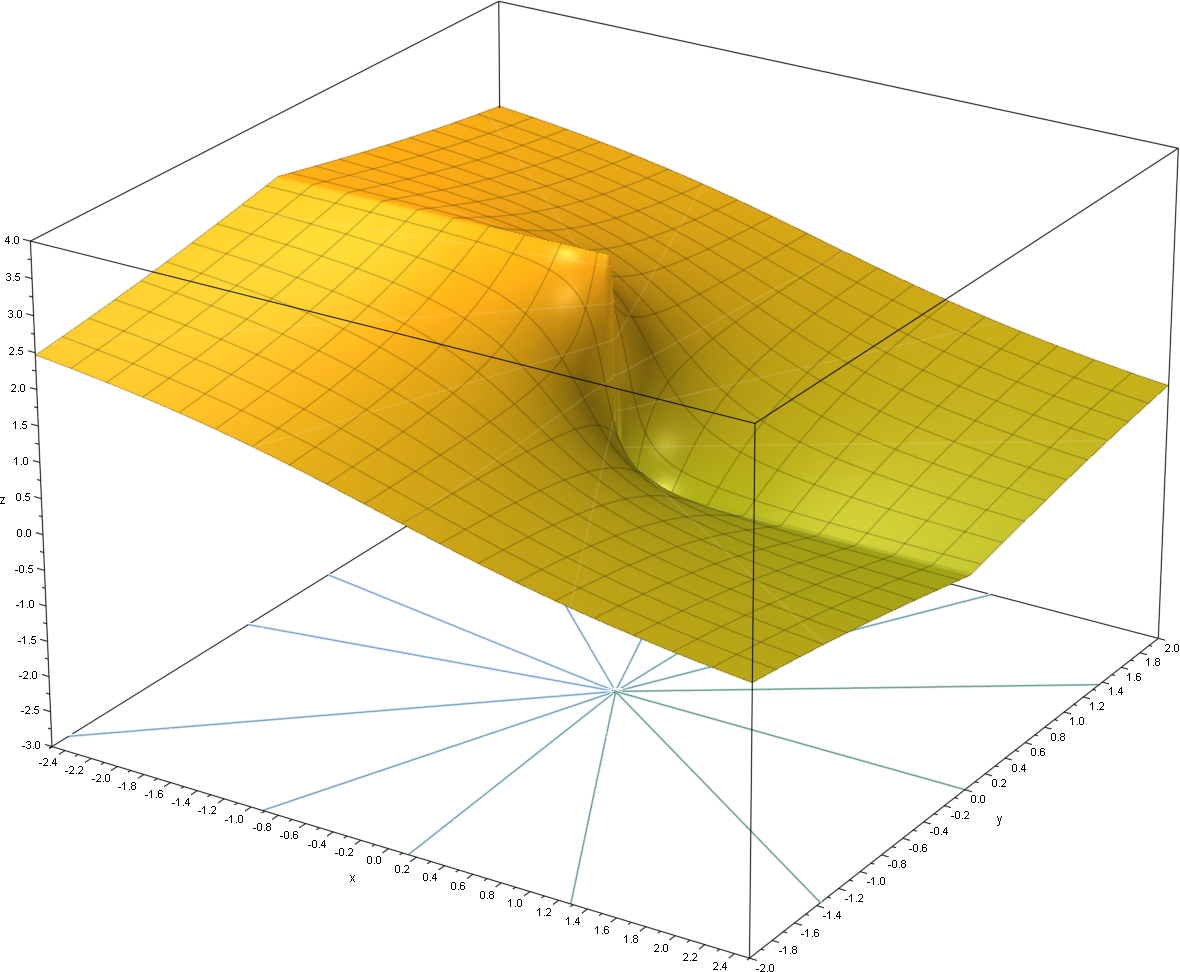
z= Im(ln(x+iy) )
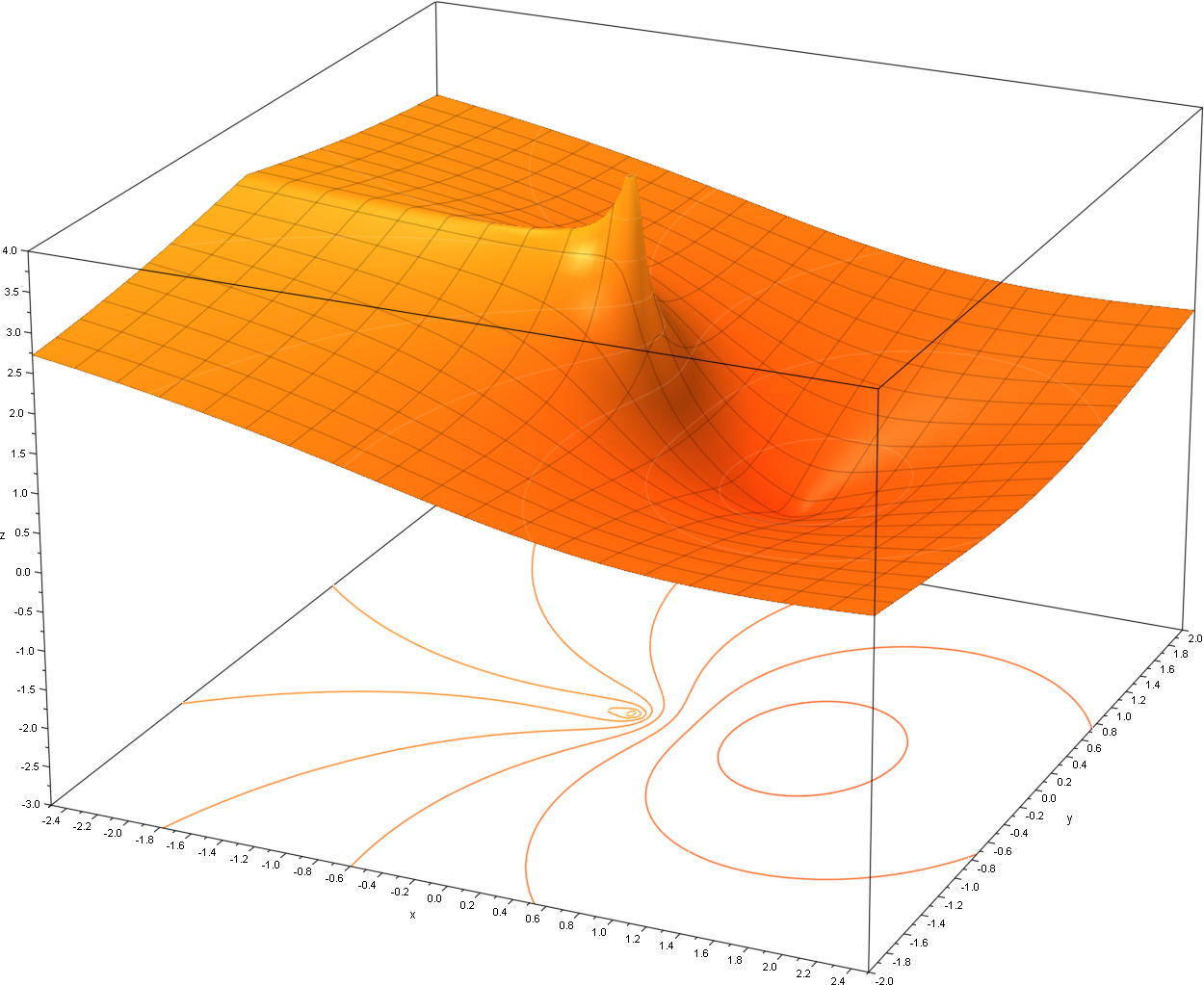
ln(x+iy)
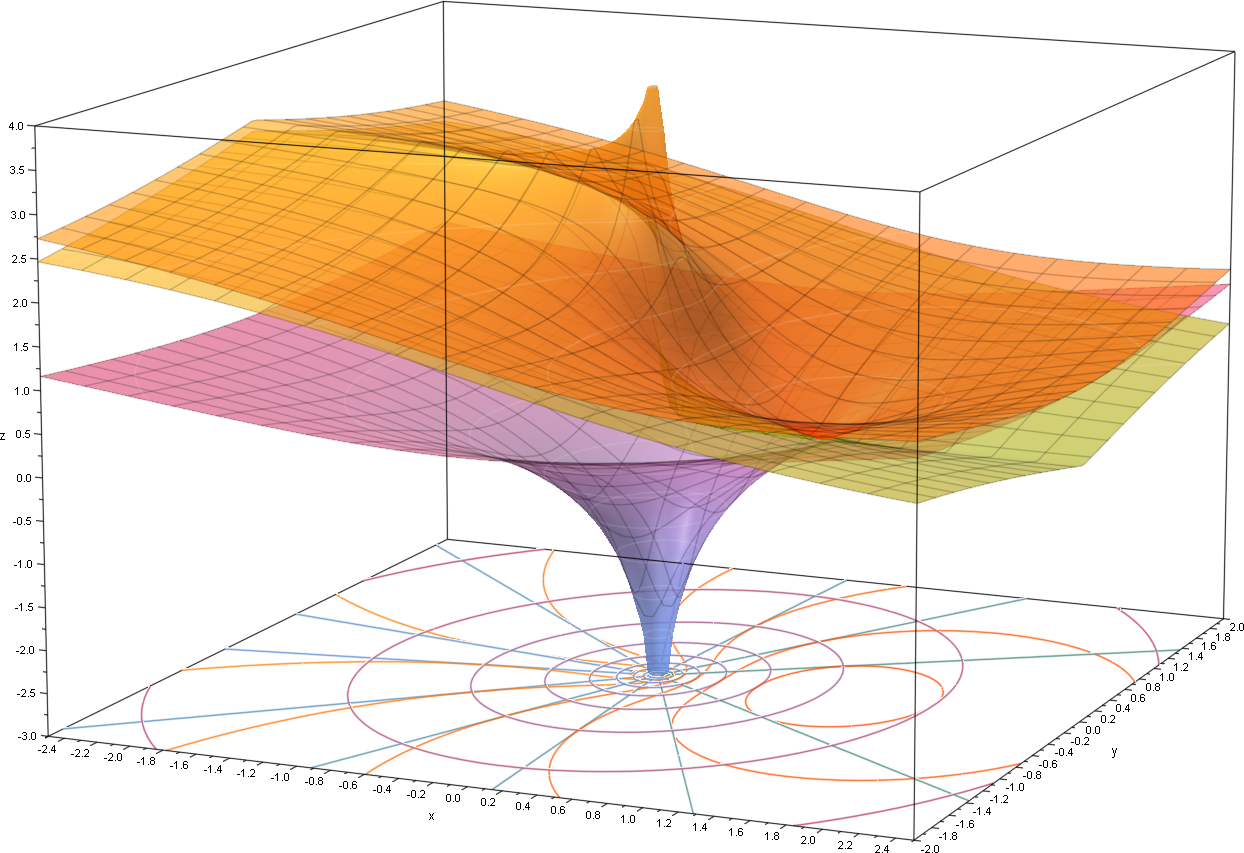
Суперпозиція трьох попередніх графіків